# Lantanophaga
Lantanophaga là một chi bướm đêm thuộc họ Pterophoridae.

## Các loài
- Lantanophaga anellatus Rose và Pooni, 2003
- Lantanophaga dubitationis Gielis & de Vos, 2006
- Lantanophaga minima (B. Landry & Gielis, 1992)
- Lantanophaga pusillidactyla (Walker, 1864)